# Paramelomys platyops
Paramelomys platyops is een knaagdier uit het geslacht Paramelomys dat voorkomt op Nieuw-Guinea en enkele omliggende eilanden. In Nieuw-Guinea leeft hij overal in de laaglanden, behalve in delen van het zuiden, tot op 1500 m hoogte. Ook leeft hij op de eilanden Batanta, Fergusson, Goodenough, Japen, Nieuw-Brittannië en Normanby. Op Biak-Supiori komt een verwante, onbeschreven soort voor. Op Goodenough wordt hij "hu'amo" genoemd, door de Mianmin (Sandaun Province) "abul".
De rug is bruin, de onderkant grijs, met de flanken wat lichter dan de rug. De vacht is zacht. De staart is van boven donker en van onder lichter. Uit elke vierkante, platte schub komt één haar, die hoogstens één schub lang is. De voeten zijn smal. De kop-romplengte bedraagt 97 tot 158 mm (148 tot 184.4 op Goodenough), de staartlengte 105 tot 125 mm (107.8 tot 125.5 mm op Goodenough), de achtervoetlengte 22 tot 32 mm (29 tot 31 mm op Goodenough), de oorlengte 15.9 tot 19.4 mm (15.7 tot 21.5 mm op Goodenough) en het gewicht 65 tot 102 gram (125 tot 138 gram op Goodenough). Vrouwtjes hebben 0+2=4 mammae. Er bestaat geografische variatie binnen P. platyops. Enkele exemplaren die op vrij grote hoogte (1200 m) zijn gevangen zijn iets kleiner dan de dieren uit het laagland. Op Fergusson, Goodenough en Normanby zijn de dieren echter weer wat groter, terwijl ze op Japen op relatief grote hoogte (850 m) voorkomen. Er zijn Laat-Pleistocene fossielen gevonden in de Vogelkop (Aplin et al., 1999).